# Lysandra diniae
Lysandra diniae är en fjärilsart som beskrevs av Ruggero Verity 1926. Lysandra diniae ingår i släktet Lysandra och familjen juvelvingar. Inga underarter finns listade i Catalogue of Life.